# لوئیس فریت
لوئیس فریت (انگلیسی: Louis Verreydt; ۲۵ نوامبر ۱۹۵۰ – ۱۳ اوت ۱۹۷۷) دوچرخه‌سوار اهل بلژیک بود.